# Pasquale Cafaro
Pour les articles homonymes, voir Cafaro.
Pasquale Cafaro ou Caffaro est un compositeur baroque italien, né à Galatina le 8 février 1715 et mort à Naples le 25 octobre 1787.

## Biographie
Pasquale Cafaro a étudié avec Leonardo Leo et avec Nicola et Lorenzo Fago au Conservatoire de la Pietà dei Turchini à partir de 1735. En 1745, il présenta à Naples son oratorio Il figliuol prodigo ravveduto et il demeura dans cette ville durant le reste de sa vie. En 1759, il devint second maître au conservatoire et en 1771 succéda à Giuseppe de Majo au poste de maître de la Chapelle royale. À partir de ce moment, il ne composa que de la musique sacrée.

## Œuvres

### Opéras
- Ipermestra, opera seria, livret de Pietro Metastasio, 18 décembre 1761, Naples, Theatro San Carlo. Première version
- La disfatta di Dario, opera seria, livret d'Angelo Morbilli, 20 janvier 1756, Naples, Teatro San Carlo.
- L'incendio di Troia, opera seria, livret d'Angelo Morbilli, 20 janvier 1757, Naples, Teatro San Carlo.
- Ipermestra, opera seria, livret de Pietro Metastasio, 26 décembre 1761, Naples, Teatro San Carlo. Seconde version
- Arianna e Teseo ossi Il Minautoro, opera seria, livret de Pietro Pariati, 20 janvier 1766, Naples, Teatro San Carlo.
- Creso, ultimo rè della Lidia, opera seria, livret de Giuseppe Giovacchino Pizzi, 1768, Turin, Teatro Regio.
- L'Olimpiade, opera seria, livret de Pietro Metastasio], 12 janvier 1769, Naples, Teatro San Carlo.
- Antigono, opera seria, livret de Pietro Metastasio, 13 août 1770, Naples, Teatro San Carlo.

### Oratorios
- Il figliuol prodigo ravveduto (1745)
- Il trionfo di Davide (1746)
- La Betulia liberata (livret de Pietro Metastasio, 1746)
- L'invenzione della croce (1747)
- Isacco figura del redentore (livret de Pietro Metastasio, 1763)
- Oratorio per il glorioso Sant'Antonio di Padova